# Szent Zénó
Szent Zénó, vagy Zenon (Mauretania, 300 – Verona (Olaszország), 371. április 12.) Verona nyolcadik püspöke, a római katolikus és az ortodox egyház szentje. Attribútuma halak horgászbot végén vagy a pásztorboton.

## Élete

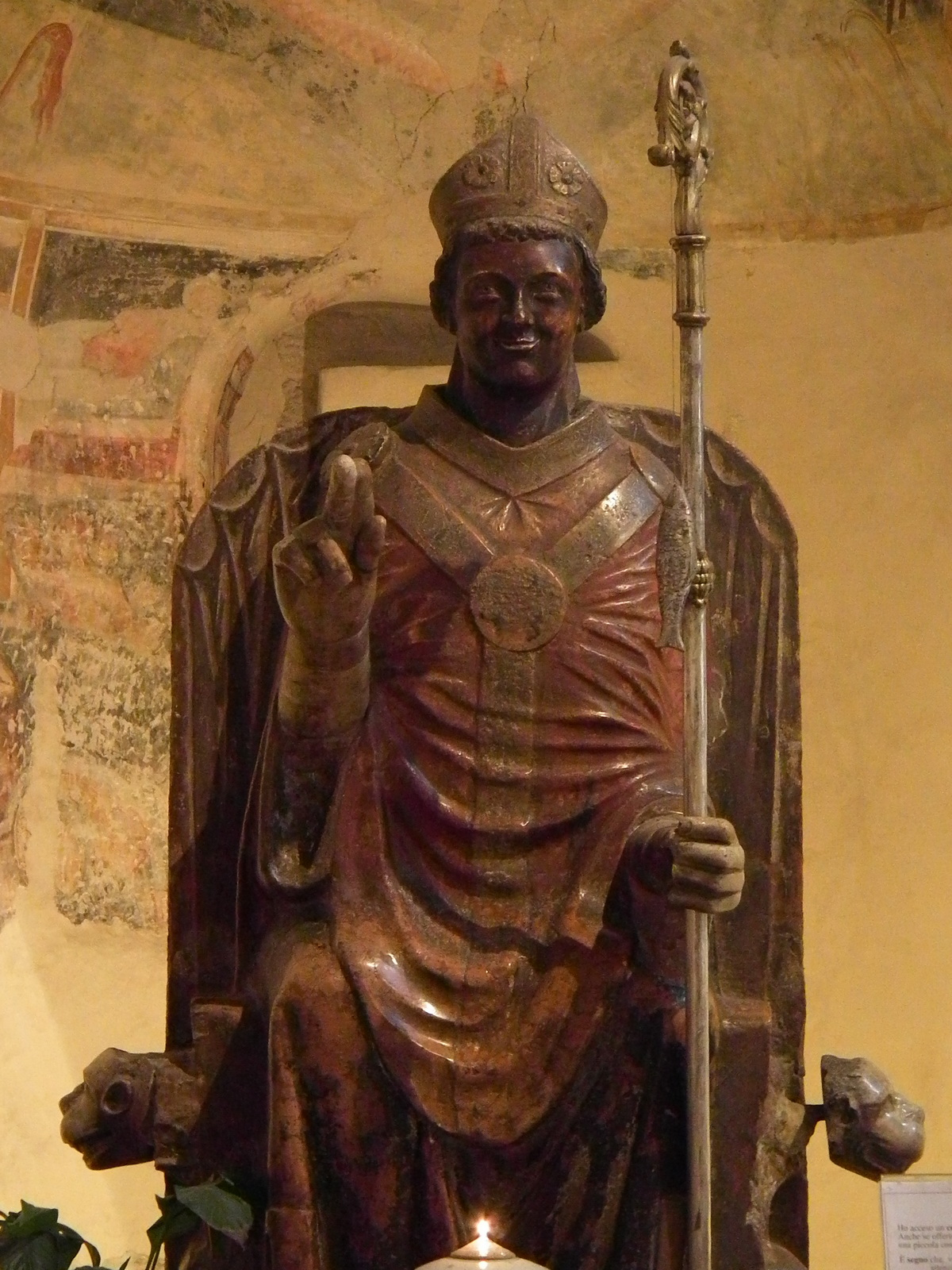
Szent Zénó nevető szobra a veronai San Zeno-bazilikában

Életének nagy részét legendák övezik, de úgy tűnik, hogy mivel az észak-afrikai Mauretániából származott, gyakran „mór püspök”-ként emlegetik. 362 és 371 között Verona püspöke volt.
Hagiográfiai források szerint puritán módon élt, olyannyira, hogy ő maga is fogott halat saját étkezéséhez az Adigéből. Emiatt az édesvízi halászok védőszentjének tartják. Mindazonáltal finom, művelt ember volt, az afrikai retorikai iskolában tanult, amelynek a legnagyobb képviselői Madaurai Apuleius, Tertullianus, Karthágói Szent Ciprián és Lactantius voltak. Számos prédikációja maradt ránk; 16 hosszú és 77 rövid, amelyek arról tanúskodnak, hogy missziós munkája során hogyan szállt szembe a még mindig elterjedt pogánysággal, és hogy beszédeiben az arianizmus cáfolatára támaszkodott. A tizenötödik prédikáció például párhuzamot von Jób és Krisztus alakja között.

### Csodái
Az áhítatos legendák sok csodát mesélnek el vele kapcsolatban:
- az egyik egy fogadásról szól, amelyet a Sátánnal kötött: ha egy labdajátékban nyer, a hegy csúcsai között játszva, egy porfír keresztelőmedencét kap (a bazilika bejáratánál látható), amelyet a vesztes rettenetes rivális kénytelen volt Rómából vállán idehozni;
- egy másik arról szól, hogy Szent Zénó meggyógyította Gallienus reziai bíró (mások szerint Gallienus római császár) gonosztól megszállott lányát, akitől értékes koronát kapott ajándékba, amelyet szétdarabolva a szegények között osztott szét;
- a legkülönlegesebb legendáról Nagy Szent Gergely számol be: 588-589 telén, Authari longobárd király idején az Adige folyó vizének hirtelen kiöntött, s az egész várost a templomok tetejéig elborította. A víz elérte a székesegyházat is, ahol a király éppen feleségül vette a gyönyörű Teodolinda hercegnőt, de az áradat hirtelen falként megállt az ajtóban, anélkül, hogy behatolt volna a templom belsejébe. Ez megalapozta a veronaiak biztonságát, akik annak ellenére, hogy nem tudtak elmenekülni, képesek voltak kitartani az árvíz levonulásáig. Elterjedt ennek a csodának a híre az egész környéken. Pistoia városában, amelyet minden évben elárasztott az Ombrone folyó vize, egy ilyen alkalommal a síkságon átjáró nyílt, és az áradat Arnóba ömlött, A csodát Szent Zénónak tulajdonították, és székesegyházukat neki szentelték.

## Kultusza

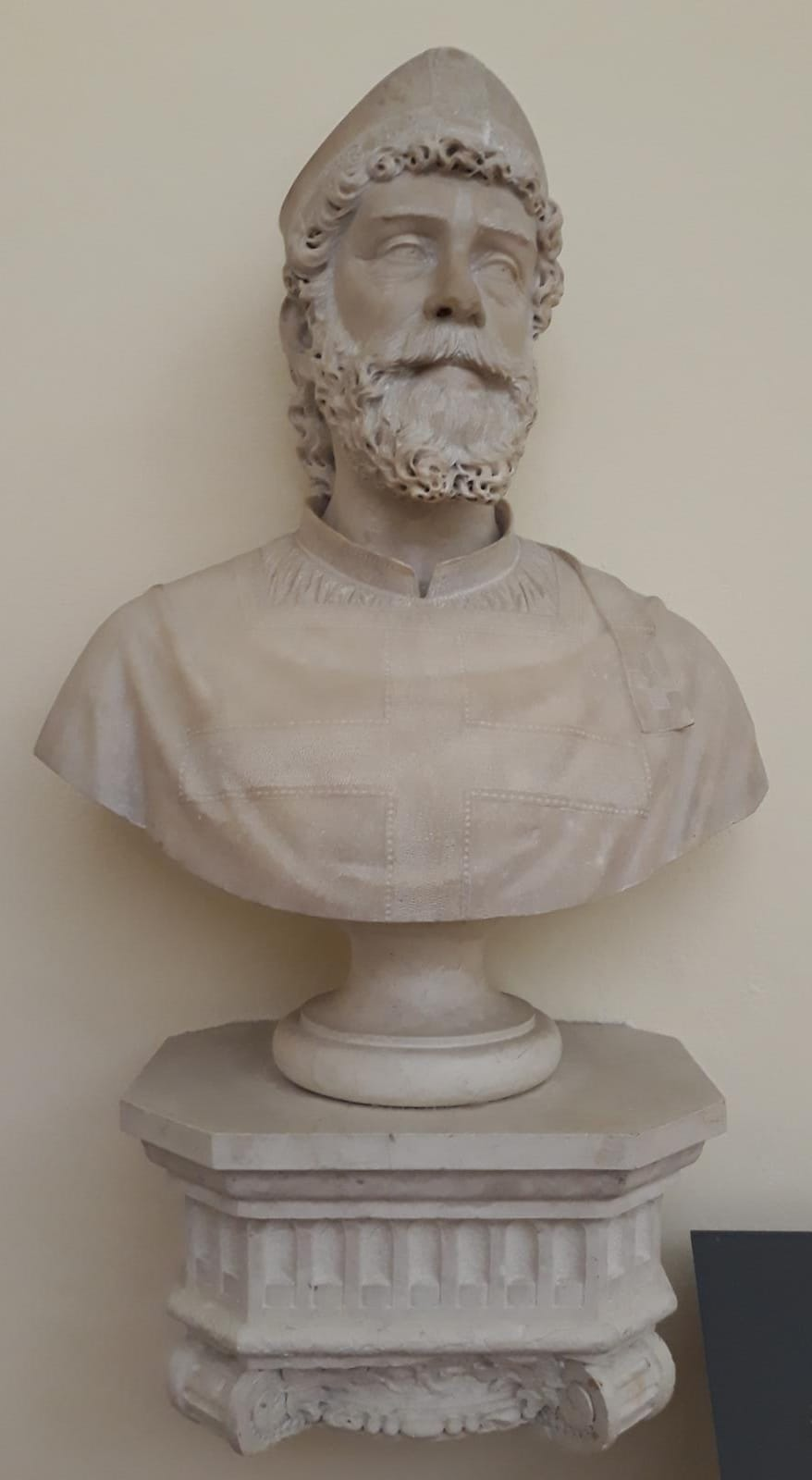
Szent Zénó mellszobra a Veronai Polgári Könyvtár Protomotecájánál

Ünnepét a Martirologium április 12-ére rögzíti, de a veronai egyházmegye május 21-én ünnepli, amikor a Benigno és Caro szentek által előkészített testét a katedrálisbeli ideiglenes temetkezési helyéről a jelenlegi San Zeno Maggiore-bazilikába vitték át 807. május 21-én.

### Veronában

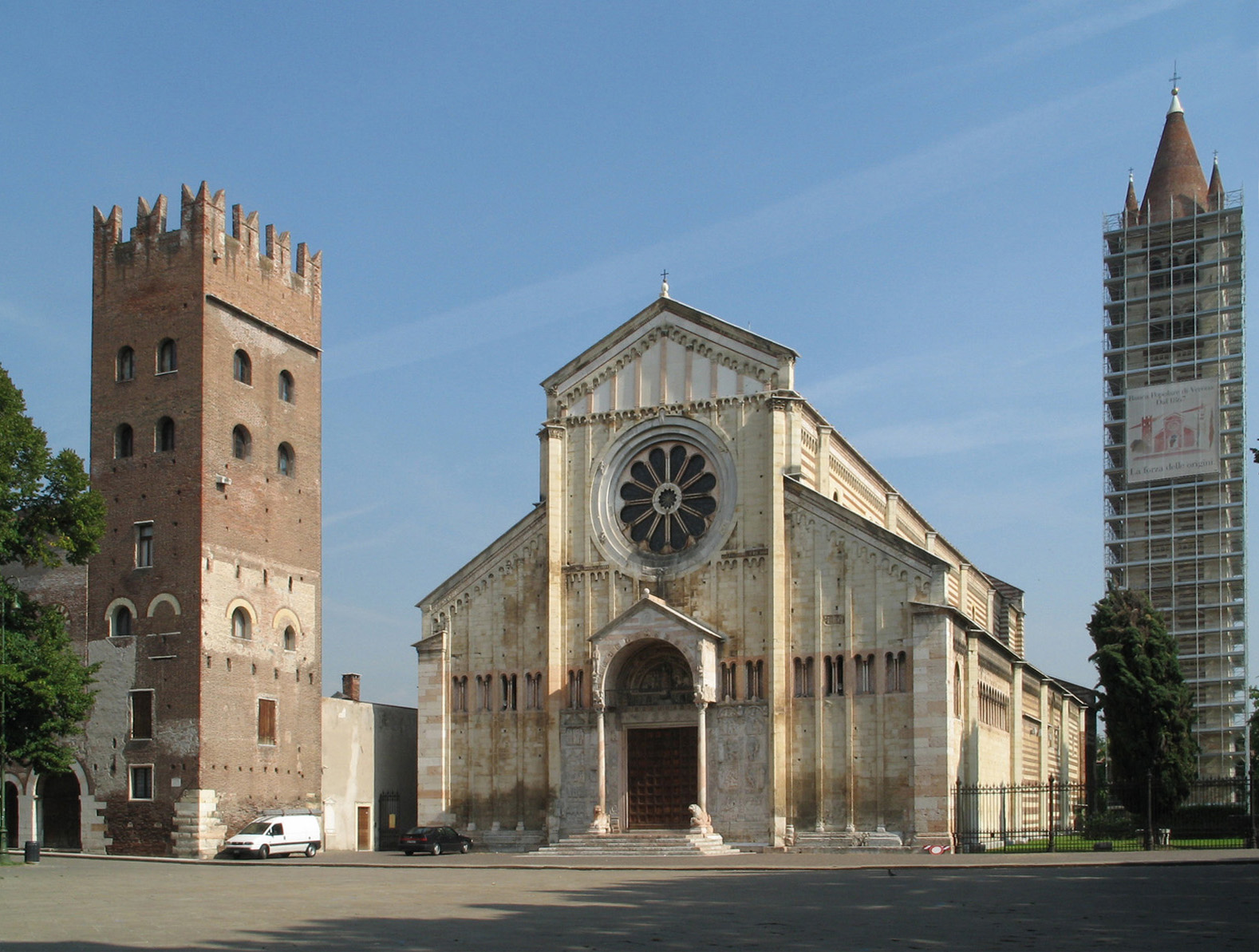
Verona, San Zeno-bazilika

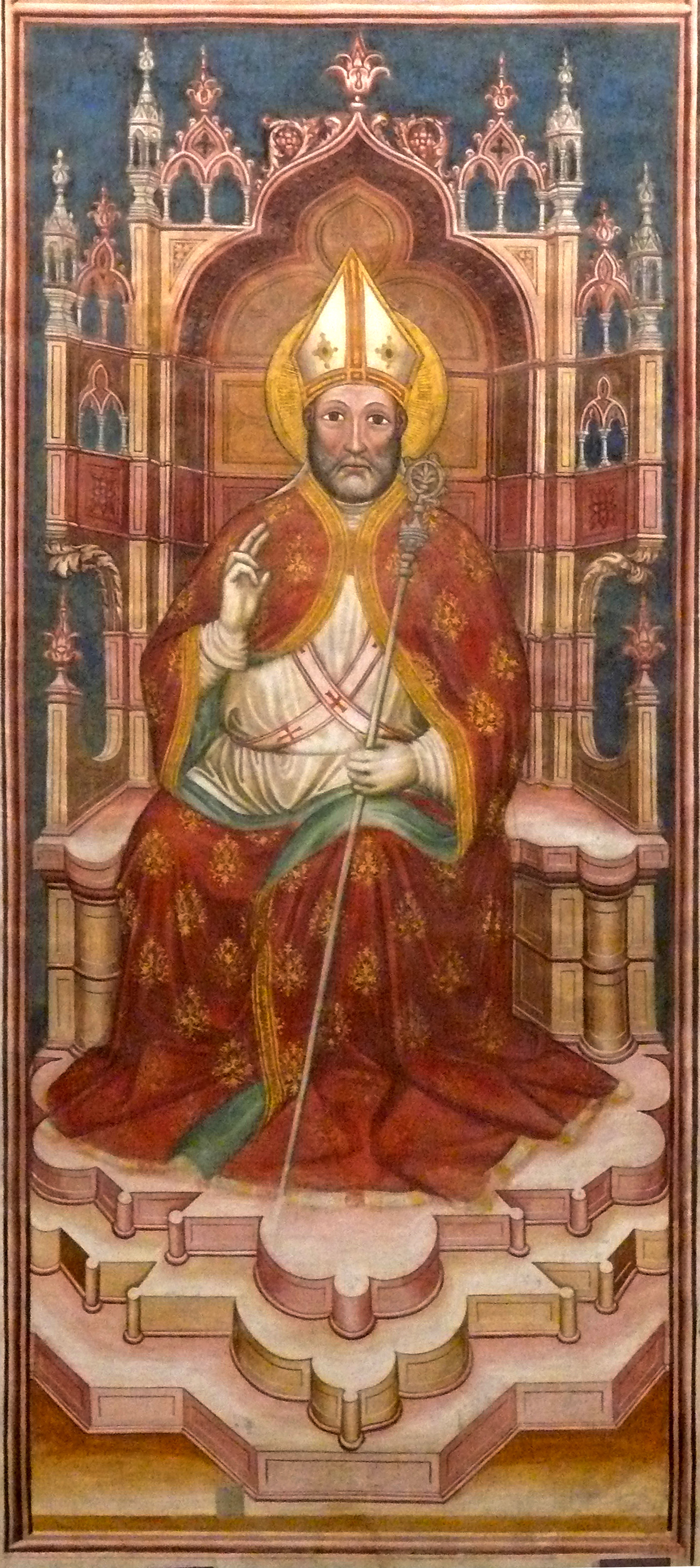
San Zeno: tizennegyedik századi freskó a bazilika apszisában, Andrea Mantegna nagy oltárképe mögött van, és ezért általában nem látható a nyilvánosság számára. Megfigyelhető a szakáll szokatlan megléte és a keresztben lógó halak hiánya

A veronai hívek neki szentelték bazilikájukat, a román művészet remekművét: a portál bronztáblái, az ajtótól jobbra és balra, illetve felül a kődomborműveken Szent Zénó életét és csodáit ábrázolják. Míg a fenti festményen a San Zenóban a militák (jobb oldalon a lovagok) és a pediták (balra a gyalogosok) között szerepel, az arisztokrácia és a keresztény hitben egyesült nép szimbólumai között, őt nagy. polikróm márványszoborként, mosolyogva és áldást osztva ábrázolják, a tipikus keresztben, szálon függő kis halakkal, a presbitérium bal oldalán lévő apszisban. amiért Veronában mindenki nagyon szereti.

### Verona megyében és Olaszország többi részén
A középkori legenda szerint a veronai püspök a 4. században a pogányok közé ment, hogy megtérítse őket, néhány faluban pedig keresztény szentélyeket hagyott hátra, amelyek később fontos román templomokká váltak, mint például San Zenóban, az Asparetto és Cerea közötti Menagóban, amelyeket ekkor alakították át a jelenlegi román stílusú templommá; más falvakban, például Minervában, az új vallásra térítette a lakókat, akik a templomot a jelenlegi San Zeno-plébániatemplommá alakították át, míg az istennőhöz hűségesek két kilométerrel nyugatabbra költöztek, ahol megalapították a Minerva-templomot, a jelenlegi Minerbében. 1923-ban, az ókori plébániatemplom keletről nyugatra történő tájolását forradalmasító bővítési munkálatok során, a jelenlegi San Zeno-plébániatemplom homlokzatát keletre fordítva, előkerültek a kör alakú római templom alapjai és a mozaikpadló. Balarotto akkori plébános jelentette a felfedezést a felügyelőségnek, és az ásatások során előkerült római amforákat a veronai Régészeti Múzeumba szállították.
A velencei uralom Brescia városa és tartománya felett olyannyira elterjesztette a kultuszt, hogy Szent Zénó (itt Zenone néven) az egyházmegye 17 plébániájának, köztük San Zeno Naviglio és Sale Marasino plébánia, amelyek az Iseói-tó bresciai partján fekszenek, védőszentje lett. A szent kultusza Milánó megyében is jelen van, mivel ő Cambiago védőszentje, valamint Cassano d’Adda város (cremonai egyházmegye) központi plébániájának társvédőszentje, ahol december 9-én, a Szeplőtelen fogantatással együtt ünneplik, felszentelése emlékére.
Cerano d’Intelviben az azonos nevű hegy tetején áll a San Zeno-oratórium, amelynek eredete a 13. századra nyúlik vissza, a 20. században villámcsapás pusztította el, és a közelmúltban teljesen újjáépítették. A szent tiszteletére épült plébániatemplom Lonato del Garda legrégebbi temploma.
Már 1039-ben Casalpusterlengóban (a Casale Gausarii idején, a lodi egyházmegyében) létezett egy Szent Zénó tiszteletére szentelt templom. Az 1400-as évek vége óta Szent Ágoston remete szerzetesei ott éltek, a szomszédos kolostorban. 1792-ben a templomot lebontották. A kolostor épületének kis része megmaradt, amelyet egy későbbi időszakban parasztházzá alakítottak át.
Szent Zénó Lugagnano Val d’Arda és San Zenone degli Ezzelini védőszentje is, ahol szintén december 9-én, felszentelése napján ünneplik őt.
Pistoia székesegyházát Szent Zénó tiszteletére emelték, a közbenjárására kapott csodáért. Márványszobra a székesegyház tetején, az Idősebb Szent Jakab-szobor mellett látható.
A Madonna di San Zeno szentélye Gravellona Lomellinában egy ősi templom helyén áll, a városi temető közelében, amely az ezer év előtti időre nyúlik vissza, és a tizennyolcadik században teljesen újjáépítették. Az előző templomot Szent Zénó tiszteletére szentelték fel, majd a pestis ellen védelmezőnek hívták, és egy névtelen festő Madonna-képét tisztelték benne. A nyolcszögletű, tizennyolcadik századi stílusú épület (1762) Bramante-ihletésű, és a rossatei Szent Balázs-oratóriumára emlékeztet.

## Bibliográfia
- G. P. Marchi, A. Orlando. Il culto di San Zeno nel veronese. Banca Popolare di Verona (1972. augusztus 16.)
- Carlo Truzzi: Zeno, Gaudenzio e Cromazio: testi e contenuti della predicazione cristiana per le chiese di Verona, Brescia e Aquileia (360-410 ca.). Paideia (1985. augusztus 16.). ISBN 8839403574
- Carlo Truzzi:  La liturgia di Verona al tempo di san Zeno (ca. 360-380): riti, usanze, teologia. Studia Patavina (1980)

### Filmográfia
Mauro Vittorio Quattrina: SZENT ZÉNÓ MOSOLYA – élete, írásai és csodái, Verona, 2022

## Fordítás
- Ez a szócikk részben vagy egészben  a   Zeno di Verona című olasz Wikipédia-szócikk ezen változatának fordításán alapul.  Az eredeti cikk szerkesztőit annak laptörténete sorolja fel. Ez a jelzés csupán a megfogalmazás eredetét és a szerzői jogokat jelzi, nem szolgál a cikkben szereplő információk forrásmegjelöléseként.